# Синтај
Синтај (新泰) град је Кини у покрајини Шандунг. Према процени из 2009. у граду је живело 224.311 становника.

## Становништво
Према процени, у граду је 2009. живело 224.311 становника.
| 1990.   | 2000.   | 2009    |
| ------- | ------- | ------- |
| 193.072 | 213.759 | 224.311 |